# قائمة أعضاء تنظيم القاعدة
هذه قائمة أعضاء حاليين وسابقين في تنظيم القاعدة، بما في ذلك فروعه حول العالم. لا يُعرف سوى القليل عن القيادة أو الأعضاء بسبب الطبيعة السرية للتنظيم.

## القائمة
| الاسم              | الرتبة                                        | الحالة                           | المراجع     |
| ------------------ | --------------------------------------------- | -------------------------------- | ----------- |
| أسامة بن لادن      | الأمير الأول                                  | قُتل عام 2011.                    | [ 1 ]       |
| أيمن الظواهري      | الأمير الثاني                                 | قُتل عام 2022.                    | [ 2 ] [ 3 ] |
| سيف العدل          | القائد الأعلى والاستراتيجي لجيش تنظيم القاعدة | رئيس مجلس الشورى العسكري الحالي. | [ 4 ]       |
| عبد الرحمن المغربي | زعيم رئيسي لتنظيم القاعدة في إيران            | كبير مستشاري أيمن الظواهري.      | [ 5 ]       |
| أبو محمد المصري    | مخطط العمليات                                 | قُتل عام 2020.                    | [ 6 ] [ 7 ] |
| أبو جهاد المصري    | المسؤول عن الإعلام والدعاية في تنظيم القاعدة  | قُتل عام 2008.                    | [ 8 ]       |
| آدم يحيى غدن       | المترجم والمتحدث باسم تنظيم القاعدة           | قُتل عام 2015.                    | [ 9 ]       |

## أفراد آخرون
| الاسم               | الرتبة                                     | الحالة                                                       | المراجع       |
| ------------------- | ------------------------------------------ | ------------------------------------------------------------ | ------------- |
| عبد العزيز المصري   | عضو في مجلس شورى تنظيم القاعدة             | مطلوب بمكافأة قدرها 5 ملايين دولار من قبل الولايات المتحدة.  | [ 10 ]        |
| أبو مصعب الزرقاوي   | زعيم تنظيم القاعدة في العراق               | قُتل عام 2006.                                                | [ 11 ]        |
| ناصر الوحيشي        | زعيم تنظيم القاعدة في جزيرة العرب          | قُتل عام 2015.                                                | [ 12 ]        |
| أبو مصعب عبد الودود | زعيم تنظيم القاعدة في بلاد المغرب الإسلامي | قُتل عام 2020.                                                | [ 13 ]        |
| عاصم عمر            | زعيم تنظيم القاعدة في شبه القارة الهندية   | قُتل عام 2019.                                                | [ 14 ]        |
| فاضل عبد الله محمد  | زعيم تنظيم القاعدة في شرق أفريقيا          | قُتل عام 2011.                                                | [ 15 ]        |
| حمزة بن لادن        | مقاتل                                      | قُتل في غارة جوية خلال العامين الأولين من إدارة دونالد ترامب. | [ 16 ] [ 17 ] |